# Jelena Kruczinkina
Jelena Jurjewna Kruczinkina (ros. Елена Юрьевна Кручинкина, biał. Алена Юр'еўна Кручынкіна, Alena Jurjeuna Kruczynkina; ur. 28 marca 1995 w Smolnym) – białoruska biathlonistka pochodzenia rosyjskiego, mistrzyni Europy.

## Kariera
Pierwszy raz na arenie międzynarodowej pojawiła się w 2014 roku, startując na mistrzostwach świata juniorów w Presque Isle. Zajęła tam 47. miejsce w biegu indywidualnym, 36. w sprincie i 33. w biegu pościgowym. Jeszcze dwukrotnie startowała w zawodach tego cyklu, zajmując między innymi 17. miejsce w sprincie podczas mistrzostw świata juniorów w Mińsku w 2015 roku.
W Pucharze Świata zadebiutowała 17 stycznia 2019 roku w Ruhpolding, zajmując 23. miejsce w sprincie. Tym samym już w debiucie zdobyła pierwsze punkty. Nigdy nie stanęła na podium zawodów indywidualnych, jednak 16 stycznia 2021 roku w Oberhofie razem z Iryną Kryuko, Dzinarą Alimbiekawą i Hanną Sołą zajęła drugie miejsce w sztafecie.
Podczas mistrzostw Europy w Mińsku w 2020 roku zwyciężyła w biegu pościgowym.

## Osiągnięcia

### Igrzyska olimpijskie
| Rok  | Miejscowość | Konkurencje | Konkurencje | Konkurencje | Konkurencje | Konkurencje | Konkurencje | Konkurencje |
| Rok  | Miejscowość | IN          | SP          | PU          | MS          | RL          | MR          | SR          |
| ---- | ----------- | ----------- | ----------- | ----------- | ----------- | ----------- | ----------- | ----------- |
| 2022 | Pekin       | 48.         | 70.         | –           | –           | 13.         | –           | nd.         |

### Mistrzostwa świata
| Rok  | Miejscowość | Konkurencje | Konkurencje | Konkurencje | Konkurencje | Konkurencje | Konkurencje | Konkurencje |
| Rok  | Miejscowość | IN          | SP          | PU          | MS          | RL          | MR          | SR          |
| ---- | ----------- | ----------- | ----------- | ----------- | ----------- | ----------- | ----------- | ----------- |
| 2019 | Östersund   | 46.         | 36.         | 44.         | –           | 11.         | 13.         | –           |
| 2020 | Anterselva  | 77.         | 49.         | DNF         | –           | 13.         | 12.         | –           |
| 2021 | Pokljuka    | 26.         | 49.         | 49.         | –           | 4.          | 14.         | –           |

### Mistrzostwa Europy
| Rok  | Miejscowość | Konkurencje | Konkurencje | Konkurencje | Konkurencje | Konkurencje | Konkurencje | Konkurencje |
| Rok  | Miejscowość | IN          | SP          | PU          | MS          | RL          | MR          | SR          |
| ---- | ----------- | ----------- | ----------- | ----------- | ----------- | ----------- | ----------- | ----------- |
| 2019 | Mińsk       | 34.         | 42.         | 23.         | nd.         | nd.         | –           | ?.          |
| 2020 | Mińsk       | nd.         | 11.         | 1.          | nd.         | nd.         | –           | ?.          |

### Mistrzostwa świata juniorów
| Rok  | Miejscowość      | Konkurencje | Konkurencje | Konkurencje | Konkurencje | Konkurencje | Konkurencje | Konkurencje |
| Rok  | Miejscowość      | IN          | SP          | PU          | MS          | RL          | MR          | SR          |
| ---- | ---------------- | ----------- | ----------- | ----------- | ----------- | ----------- | ----------- | ----------- |
| 2014 | Presque Isle     | 47.         | 36.         | 33.         | nd.         | –           | nd.         | nd.         |
| 2015 | Mińsk            | 45.         | 17.         | 21.         | nd.         | –           | nd.         | nd.         |
| 2016 | Cheile Grădiştei | –           | 58.         | 28.         | nd.         | –           | nd.         | nd.         |

### Puchar Świata

#### Miejsca w klasyfikacji generalnej
| Sezon     | Miejsce |
| --------- | ------- |
| 2018/2019 | 65.     |
| 2019/2020 | 49.     |
| 2020/2021 | 30.     |
| 2021/2022 | 61.     |

#### Miejsca na podium chronologicznie
Kruczinkina nigdy nie stanęła na podium indywidualnych zawodów PŚ.